# Dennis Smith Jr.

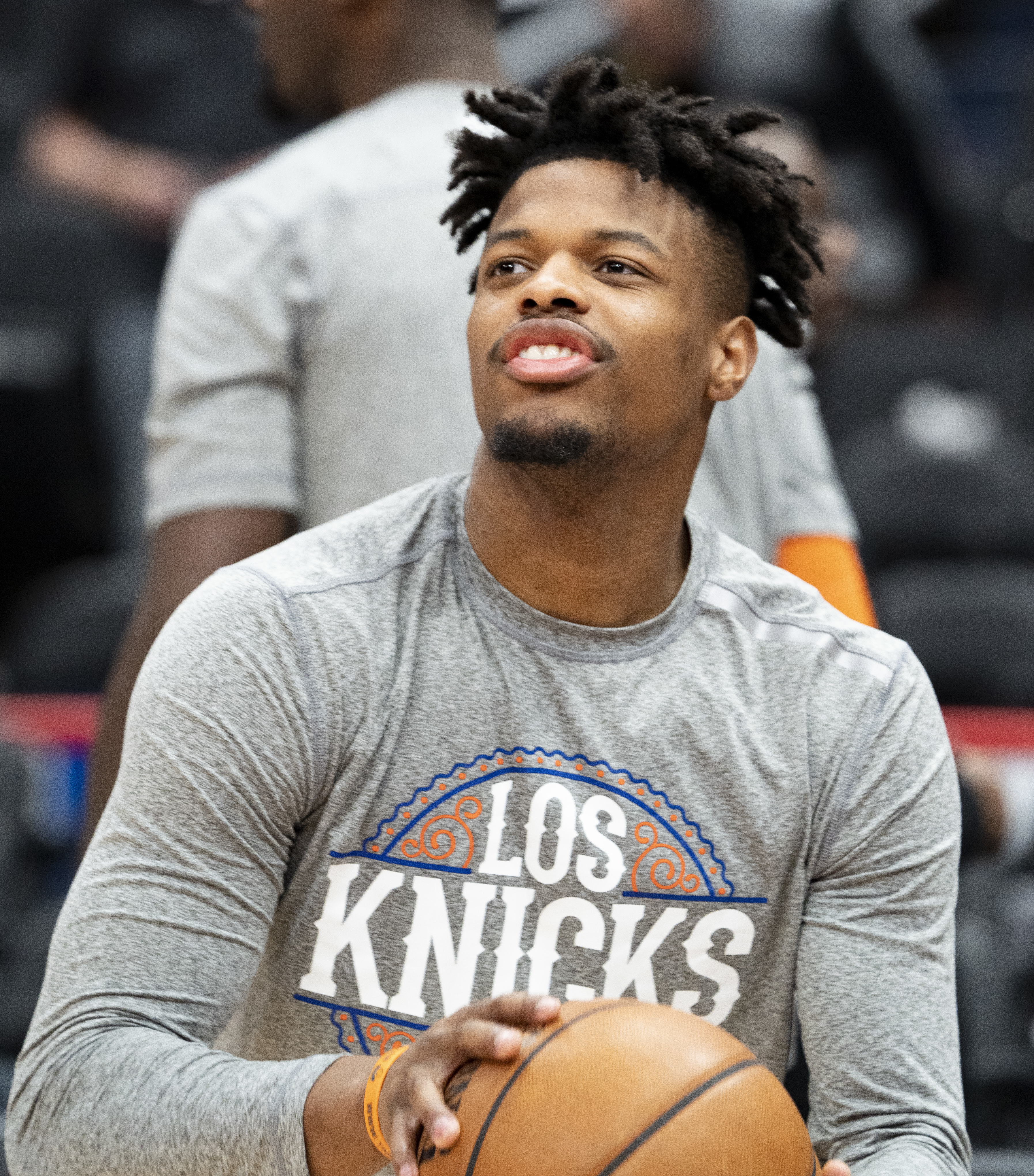
Dennis Smith Jr., 2020.

Dennis Cliff Smith Jr., född 25 november 1997 i Fayetteville i North Carolina, är en amerikansk professionell basketspelare (PG) som spelar för Brooklyn Nets i National Basketball Association (NBA). Han har tidigare spelat för Dallas Mavericks, New York Knicks, Detroit Pistons, Portland Trail Blazers och Charlotte Hornets.
Smith draftades av Dallas Mavericks i första rundan i 2017 års draft som 25:e spelare totalt.
Innan han blev proffs studerade Smith på North Carolina State University och spelade för deras idrottsförening NC State Wolfpack.